# Michelle Visage
Michelle Lynn Shupack (Perth Amboy, Nova Jersey, 20 de setembre de 1968), coneguda professionalment pel seu nom artístic Michelle Visage, és una cantant, presentadora i DJ estatunidenca.
Va començar la seva carrera com a membre del grup femení Seduction. Després de la separació de la banda, Visage es va convertir en la cantant principal de The S.O.U.L. S.Y.S.T.E.M. el 1992. També va actuar com a vocalista convidada al single "Crash" per a TKA.
Visage es va convertir més tard en copresentadora del programa The RuPaul Show de VH1 amb RuPaul. També va cobrir les catifes vermelles per als premis Grammy de 1998 i la reestrena del 25è aniversari de Grease. Des de gener de 2011, Visage ha estat jutge en el concurs RuPaul's Drag Race, a més de la seva derivada RuPaul's Drag Race: All Stars.
Es va convertir en concursant de la cinquena temporada de Celebrity Big Brother el 7 de gener de 2015, i va sortir de la casa el 6 de febrer de 2015 en cinquena posició. És una dels quatre jutges de la primera temporada d'Ireland's Got Talent el 2018.